# Psydrax amplifolia
Psydrax amplifolia är en måreväxtart som först beskrevs av Adolph Daniel Edward Elmer, och fick sitt nu gällande namn av Aaron Paul Davis. Psydrax amplifolia ingår i släktet Psydrax och familjen måreväxter. Inga underarter finns listade i Catalogue of Life.